# Simona Bucura-Oprescu
Simona Bucura-Oprescu (ur. 2 kwietnia 1980 w Câmpulungu) – rumuńskia polityk i działaczka samorządowa, parlamentarzystka, w latach 2023–2025 minister pracy.

## Życiorys
W 2009 ukończyła studia z zakresu finansów i bankowości na Uniwersytecie w Krajowie. W 2011 uzyskała magisterium ze stosunków międzynarodowych. Przez kilka lat pracowała w prywatnym przedsiębiorstwie. Zaangażowała się w działalność polityczną w ramach Partii Socjaldemokratycznej. W latach 1998–2004 była przewodniczącą jej organizacji młodzieżowej TSD w okręgu Ardżesz, później obejmowała różne stanowiska w strukturze PSD w okręgu. W latach 2005–2012 zasiadała w radzie okręgu Ardżesz, od 2011 jako zastępczyni przewodniczącego. W 2012 po raz pierwszy uzyskała mandat posłanki do Izby Deputowanych. Z powodzeniem ubiegała się o reelekcję w wyborach w 2016, 2020 i 2024.
W lipcu 2023 objęła urząd ministra pracy i solidarności społecznej w rządzie Marcela Ciolacu. W powołanym w grudniu 2024 jego drugim gabinecie została natomiast ministrem pracy, rodziny, młodzieży i solidarności społecznej. Funkcję tę pełniła do czerwca 2025.